# ストラーレ (駆逐艦)
ストラーレ（Strale、「投げ槍」の意）は、イタリア王立海軍の駆逐艦。

## 艦歴
1936年から1938年にかけて、ストラーレはスペイン内戦に派遣された。
第二次世界大戦にイタリアが参戦した時点で、ストラーレは同型艦フレッチャ、ダルドおよびサエッタとともに第7駆逐艦部隊を構成していた。
1940年6月13日の23時21分、ストラーレはターラント湾で浮上していた英潜水艦オーディンを発見した、砲撃を開始し、魚雷も発射した。ストラーレは潜水艦への体当たり攻撃を試みたが、潜水艦は潜航して応戦し、こちらも魚雷を発射したがストラーレには当たらなかった。ストラーレは爆雷を投下してオーディンを撃沈したものと判断した（実際には、おそらく数時間後に駆逐艦バレーノに撃沈されたものと思われる。
1940年7月7日の14時10分に同型艦たち、戦艦ジュリオ・チェザーレおよびコンテ・ディ・カブール、第8駆逐艦部隊（フォルゴーレ、フルミーネ、ランポおよびバレノ）とともに、リビヤへの護送船団（水雷艇オルサ、プロチオーネ、オリオーネ、ペガソ、アバ、ピロに護衛された兵員輸送船エスペリア、カリテア、内燃機船マルコ・フォスカリーニ、フランチェスコ・バルバーロ、ヴェットール・ピサーニ）を支援するためにターラントから出航した。
1941年初頭に、艦橋部の2基の2連装ブレダ 13.2mm機銃を2門の単装ブレダM35 20mm機関砲に交換し、2門の120 mm照明弾発射砲を多数の20 mm機関砲に置き換える改修を受けた。
1月17日に内燃機船マルコ・フォスカリーニとともにケルケナ諸島の浅瀬に乗り上げてしまい、両船とも旧式の水雷艇パパに曳航されて再浮上できた
。
3月28日に、輸送船ガレリア、エラクレア、ルール、サモス、アダーナかで構成されるナポリからトリポリに向かう船団を護衛するために駆逐艦フォルゴーレおよびダルドとともに出航したが、船団は英潜水艦アトモストの攻撃を受け、エラクレアが沈没し、ルールが損傷を受けた。ダルドは、船団の残りの艦船が30日にトリポリに到着する間、水雷艇シルチェ、アルチオーネおよびMASの支援を受けつつルールを支援してトラーパニに向けて曳航した。
4月21日から24日にかけて駆逐艦トゥルビネ、サエッタ、フォルゴーレとともに貨物船ジュリア、カステリョン、アルクトゥールス、レーヴァークーゼンで構成される船団を護衛してナポリ-トリポリ間の航路を航海した。
5月1日、ストラーレは他の3隻の駆逐艦とともに英潜水艦アプホルダーの攻撃を受けた5隻の貨物船からなる船団の護衛の一部だった。第1撃で内燃機船アルクトゥールスが致命的な損傷を受け、レーヴァークーゼンも深刻な損傷を負い、さらなる魚雷攻撃により沈没した。
5月16日に駆逐艦トゥルビネ、エウロ、フルミーネ、水雷艇オルサとともに貨物船アン蒸気船プロイセン、スパルタ、カポ・オルソ、モティア、カステルヴェルデおよび油槽船パヌーコで構成される船団（出港後に油槽船スペルガが合流）を護衛してナポリを出航し、途中でプロイセンとパヌーコが衝突し、カポ・オルサおよびスペルガが英潜水艦アージからの攻撃を受けたものの、21日に目的地に到着した。
8月13日、駆逐艦ヴィヴァルディ、マロチェッロ、フォルゴーレ、フルミーネおよび水雷艇オルサとともに貨物船アンドレア・グリッティ、リアルト、ヴェットール・ピサーニ、フランチェスコ・バルバーロおよびセバスティアノ・ヴェニエールで構成されるトリポリへの船団を護衛してナポリを出航し、航空攻撃（その際、ヴィヴァルディの砲が事故で破裂した）および潜水艦からの攻撃を受けたものの、15日に無傷で目的地に到着した。
9月1日、駆逐艦ダ・レッコ、フォルゴーレ、ストラーレとともに内燃機船アンドレア・グリッティ、リアルト、ヴェットール・ピサーニ、セバスティアノ・ヴェニエール、フランチェスコ・バルバーロを護衛してナポリを出航したが、3日に船団が航空攻撃を受けてアンドレア・グリッティが爆発して347名が死亡し、フランチェスコ・バルバーロも損傷して、アスカリとランチエーレに護衛されつつダルドに曳航されてメッシーナに向かった。船団の他の艦船は翌日トリポリに到着した。
9月5日、駆逐艦ダ・レッコ、フレッチャおよびフォルゴーレとともに蒸気船エルネスト、内燃機船コル・ディ・ラナおよび油槽船ポツァリカを護衛して（途中で水雷艇シルチェが合流した）トリポリからナポリに向けて出航した。9月7日にパンテッレリーア沖でエルネストがオランダの潜水艦O 21からの魚雷攻撃を受けて損傷し、船団の残りがナポリへの航海を続ける一方で（船団は翌日ナポリに到着した）、ストラーレはシルチェを伴ってエルネストをトラーパニへと曳航し、8日に到着した。
9月24日に、駆逐艦ランポ、オリアーニおよびフルミーネとともに貨物船アムステルダム、カステルヴェルデおよびペルラで構成される船団を護衛した。船団はパンテッレリーア沖でおそらく潜水艦からの攻撃を受けたが、イギリスからは確認情報が出されていない。
10月25日に蒸気船ティノスおよびカポ・オルソを護衛してベンガジを出航した。イギリス軍K部隊（巡洋艦オーラロおよびペネロピ、駆逐艦ランスおよびリバティ）が船団を阻止すべくマルタから派遣されたが迎撃には失敗し、3隻の艦船は28日にブリンディジに到着した。
11月23日、蒸気船ボスフォラスをベンガジからブリンディジに護衛した。
12月13日に「M41」補給作戦の一環として駆逐艦トゥルビネとともにアルゴストリからベンガジへと向かう蒸気船イセオおよびカポ・オルソを護衛した。しかしながら、戦艦ヴィットリオ・ヴェネトおおび内燃機船ファビオ・フィルツィが魚雷攻撃を受けたことから（前者は深刻な損傷を負い、後者は沈没した）作戦は中止となり、2隻の貨物船は港に戻ったが衝突して深刻な損傷を負った。
1942年2月21日に「K7」輸送作戦の一環として駆逐艦プレムダ、ゼーノ
、ヴィヴァルディ、マロチェッロおよび水雷艇パッラーデとともに貨物船モンジネヴロ、ラヴェッロ、ウニオーネを護衛してメッシーナ（船団は21日17時30分に出航した）-トリポリ艦を航海した。
3月31日にベンガジからブリンディジに戻る蒸気船ボスフォラスを護衛していたが、ボスフォラスが英潜水艦プロテウスから魚雷攻撃を受け、ストラーレが曳航を試みたが貨物船は北緯36度54分、東経21度18分で沈没した。
4月18日、英潜水艦トーベイによって魚雷攻撃されて沈没した独蒸気船ベローナのほとんどの乗組員を救助した。
6月20日に駆逐艦ダレッコおよび水雷艇チェンタウロとともに内燃機船ピロおよび蒸気船ライヒェンフェルス（総計で人員290名、戦車4両、車両376台、燃料638トン、その他の物資7117トンを積載）をトリポリへと護衛してナポリを出航した。ストラーレは、その同艦で初めての任務に就いた指揮官と、訓練不足で協調性のない将校を擁していた。航路を維持し、隊列の定位置に留まることが困難であったため、船団の最後尾に移動させられ、次の夜にラス・エル・アマールで座礁し、深刻な損傷を負った。座礁したストラーレを支援するためにダ・レッコによって派遣されたチェンタウロは、乗員を乗せることしかできなかった。
8月6日に、難破した駆逐艦は英潜水艦タービュレントからの魚雷攻撃で破壊された。
ストラーレは総計106回の任務に出動し（海軍艦隊の一部として5回、対潜戦闘4回、船団護衛58回、訓練航海5回、移動その他34回）、45,143海里を航海し、235日間を任務に費やした。

### 艦長
- アンドレア・フェ・ドスティアーニ少佐（1903年1月15日、トリノ生まれ、1940年6月10日-1941年1月）
- ジュゼッペ・アンゲロッティ少佐（1906年12月27日、トディ生まれ、1941年1月-11月）
- ルカ・ゴレッティ・デ・フラミニ（1907年12月3日、フィレンツェ生まれ、1941年11月）
- ステファニーノ・パルマス少佐（1907年3月26日、イッティリ生まれ、1941年11月23日-12月11日）
- エネーア・ピッキオ少佐（1906年9月21日、オレッジョ生まれ、1941年12月12日-1942年4月28日）
- オデリジーノ・マレスカ少佐（1903年6月24日、ピアノ・ディ・ソレント生まれ、1942年4月29日-6月21日）

## 書誌情報
- Aldo Cocchia. Convogli. Un marinaio in guerra 1940-1942. Mursia. ISBN 978-88-425-3309-2.{{cite book2}}:  CS1メンテナンス: デフォルトと同じref (カテゴリ)
- Giorgio Giorgerini (2002). La guerra italiana sul mare: la marina tra vittoria e sconfitta, 1940-1943. Mondadori. ISBN 978-88-04-50150-3.